# Karup Kølvrå Idrætsklub
Karup Kølvrå Idrætsklub (KKIK) er en dansk idrætsklub, som blev grundlagt i 1968. Klubben blev grundlagt på baggrund af sammenlægningen af Karup og Kølvrås to fodboldhold, og siden hen kom håndbold på programmet.
KKIK er en breddeklub, der i dag har ca. 700 medlemmer, fordelt på syv afdelinger: Gymnastik, fodbold, håndbold, floorball, badminton, løbemotion og cykelmotion. Lidt over halvdelen af klubbens medlemmer er under 18 år. Klubbens bedste fodboldhold spiller i JBU's serie 2.